# Антропоморфний багатокутник

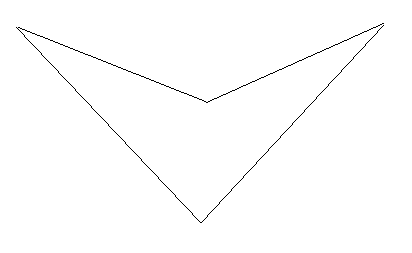
Антропоморфний многокутник рівно з двома вухами, та одним ротом

В геометрії антропоморфним багатокутником вважається простий багатокутник рівно з двома вухами та одним ротом. Наявність двох вух та рота означає, що для трьох вершин багатокутника відрізок, що з'єднує дві сусідні вершини, не перетинає багатокутник. Для двох з цих вершин (вух) відрізок, що з'єднує сусідів, утворює діагональ багатокутника, що міститься у межах багатокутника. Для третьої вершини (рота) відрізок, що з'єднує сусідні вершини, лежить поза багатокутником, тобто не перетинаючи його, і утворює «вхід» до увігнутості багатокутника.
За теоремою про два вуха, кожен простий багатокутник має щонайменше два вуха, і кожен неопуклий простий багатокутник має принаймні один рот, тому в деякому сенсі антропоморфні багатокутники є найпростішими можливими неопуклими простими багатокутниками.
Розпізнати антропоморфні багатокутники можна за лінійний час.